# 三阳乡 (武陟县)
三阳乡，是中华人民共和国河南省焦作市武陟县下辖的一个乡镇级行政单位。

## 行政区划
三阳乡下辖以下地区：
三阳村、凡庄村、准头村、西尚村、柴尚村、南小庄村、北小庄村、北官庄村、大李庄村、小李庄村、前刘庄村、后刘庄村、西封村、北凡村、大凡村、付村、小刘村、段口村、王庄村、炉里村、中封村、李梧贾村、裴梧贾村、扬梧贾村、岳梧贾村、南睢村、姜毛庄村、苗庄村、北张村、牛庄村、东大原村、西大原村、东尚村和马村。